# Clemente Rodríguez
Pour les articles homonymes, voir Rodríguez.
Clemente Juan Rodríguez est un footballeur argentin, né le 31 juillet 1981, à Buenos Aires. Il évolue au poste de défenseur latéral.
Formé au CA Los Andes, il joue ensuite à Boca Juniors avec qui il remporte la Copa Libertadores en 2001, 2003 et 2007 ainsi que la Coupe intercontinentale en 2003. Il rejoint ensuite le Spartak Moscou puis évolue au RCD Espanyol et à Estudiantes de La Plata avant de rejoindre son club formateur. En 2013, il joue sous les couleurs de São Paulo FC.
Avec la sélection, il compte vingt sélections pour un but inscrit et dispute la Coupe du monde 2010. Avec l'équipe olympique, il remporte la médaille d'or au tournoi de football des Jeux olympiques d'été de 2004.

## Biographie

### En club
Clemente Rodríguez est formé au Club Atlético Los Andes. C'est cependant à Boca Juniors qu'il commence sa carrière professionnelle.
En 2004, Clemente Rodríguez quitte son pays natal et rejoint le club russe du Spartak Moscou. En 2007, il se voit prêté à son club formateur, puis la saison suivante il est de nouveau prêté, à l'Espanyol de Barcelone cette fois-ci.
En 2009, Clemente Rodríguez quitte le Spartak et retourne dans son pays d'origine, à l'Estudiantes de La Plata. Puis, en 2010, il retrouve son club formateur.
En 2013, il rejoint le club brésilien de São Paulo FC mais son contrat n'est pas renouvelé l'année suivante.

### En sélection
Clemente Rodríguez participe à la Copa América 2004 avec l'Argentine, où son équipe s'incline en finale face au Brésil 2-2 (1-1) après prolongation, 4-2 aux tirs au but.
Il fait également partie de l'équipe qui remporte les Jeux olympiques d'Athènes de 2004. Lors de ce tournoi, l'Albiceleste marque 17 buts, sans en encaisser un seul. Il joue la finale face au Paraguay (1-0, but de Carlos Tévez à la 18e minute) où il remplace César Delgado à la 76e minute.
Clemente Rodríguez est retenu par Diego Maradona afin de disputer la phase finale de la Coupe du monde 2010 qui se déroule en Afrique du Sud. Il joue un match lors de ce tournoi : le dernier match de poule face à la Grèce, où il commence la rencontre en tant que titulaire.
Clemente Rodríguez compte 20 sélections et 1 but avec l'Argentine.

## Palmarès
- Vainqueur de la Copa Libertadores en 2001, 2003 et 2007 avec Boca Juniors
- Vainqueur de la Coupe intercontinentale en 2003 avec Boca Juniors
- Vainqueur du Tournoi d'Ouverture en 2000 et 2003 et 2011 avec Boca Juniors
- Vainqueur de la Coupe d'Argentine 2012 avec Boca Juniors
- Vainqueur des Jeux olympiques d'été de 2004 avec l'Argentine